# Jorge Lafauci
Jorge Santos Lafauci (n. Buenos Aires, 3 de noviembre de 1943) es un profesor de literatura, licenciado en comunicación y letras, conductor radial y periodista de espectáculos originario de Buenos Aires, Argentina.
Ocupó el cargo docente en la Universidad de Buenos Aires. Cursó sus estudios secundarios en el Colegio Juan Martín de Pueyrredón del barrio de San Telmo.

## Trayectoria
Tiene más de 40 años de trayectoria. Comenzó su carrera en el diario Crónica, escribiendo noticias sobre el mundo del espectáculo, tiempo después fue jefe de redacción. Ha sido presidente de la Asociación de Periodistas de la Televisión y la Radiofonía Argentinas. Director de varias revistas en Argentina y México, entre ellas TV y Novelas y la revista Eres de Editorial Televisa. Participó en varios programas de televisión, entre ellos Bailando por un sueño, de Argentina, donde fue jurado en la 1ª, 2ª, 3ª, 4ª y 5ª etapa. En 2007 fue elegido para participar como juez representando a Argentina en el Bailando por un sueño en México, concurso emitido los días domingos por el Canal de las Estrellas. La transmisión fue en vivo y en directo desde el Foro 5 de Televisa, ubicado en San Ángel, en la Ciudad de México.

## Polémica
El periodista suscitó una polémica al afirmar que los mexicanos son “las personas más feas del mundo“Tras ello ofreció disculpas

## Trayectoria
Televisión
| Título                                              | Año       |
| --------------------------------------------------- | --------- |
| Indiscreciones con Lucho Avilés                     | 1990-1992 |
| Chimenteando con Laura                              | 1994-1996 |
| A la cama con Moria                                 | 1997      |
| Monumental Moria                                    | 1998-1999 |
| Yo amo a la TV                                      | 1998-2007 |
| Zap TV                                              | 2002      |
| Bailando por un sueño                               | 2006      |
| Bailando por un sueño 2                             | 2006      |
| Bailando por un sueño 3                             | 2006      |
| Bendita TV                                          | 2006-2007 |
| Bailando por un sueño 4                             | 2007      |
| Patito Feo                                          | 2007      |
| Primer campeonato internacional de baile, en México | 2007      |
| Bailando por un sueño 5                             | 2008      |
| La mamá del año 2                                   | 2008      |
| El casting de la tele                               | 2008-2010 |
| Soñando por bailar                                  | 2011      |
| Más Viviana                                         | 2011-2012 |
| Ayer nomás                                          | 2016      |
| Cuéntame un poco más                                | 2017      |
| Cualquiera puede bailar                             | 2017-2018 |

Radio
Radio 10
- De acá en más
- Todo bien
- Todo por hacer